# Grahovo (Velika Kladuša)
Pour les articles homonymes, voir Grahovo.
Grahovo (en cyrillique : Грахово) est un village de Bosnie-Herzégovine. Il est situé dans la municipalité de Velika Kladuša, dans le canton d'Una-Sana et dans la fédération de Bosnie-et-Herzégovine. Selon les premiers résultats du recensement bosnien de 2013, il compte 662 habitants.

## Géographie
Le village est situé au bord de la rivière Kladušnica, un affluent droit de la Glina.

## Histoire
La mosquée Barake, avec sa cour intérieure (en bosnien : harem) abritant des nişans (stèles ottomanes), est inscrite sur la liste des monuments nationaux de Bosnie-Herzégovine.

## Démographie

### Évolution historique de la population dans la localité
| 1948 | 1953 | 1961 | 1971 | 1981 | 1991 | 2013 |
| ---- | ---- | ---- | ---- | ---- | ---- | ---- |
| -    | -    | 498  | 663  | 754  | 869  | 662  |

|  |